# Conescharellina petaliformis
Conescharellina petaliformis är en mossdjursart som beskrevs av Lu 1989. Conescharellina petaliformis ingår i släktet Conescharellina och familjen Biporidae. Inga underarter finns listade i Catalogue of Life.